# Bandiera di Scheveningen
La bandiera di Scheveningen è d'azzurro, a tre aringhe d'argento al centro ordinate in palo, rivolte verso destra ciascuna con corona trifogliata d'oro. L'origine dell'armoriale di Scheveningen è molto discussa in quanto, dalla sua fondazione nel 1284, non è mai stata una municipalità autonoma ma dipendente dalla città de L'Aia.

## Storia

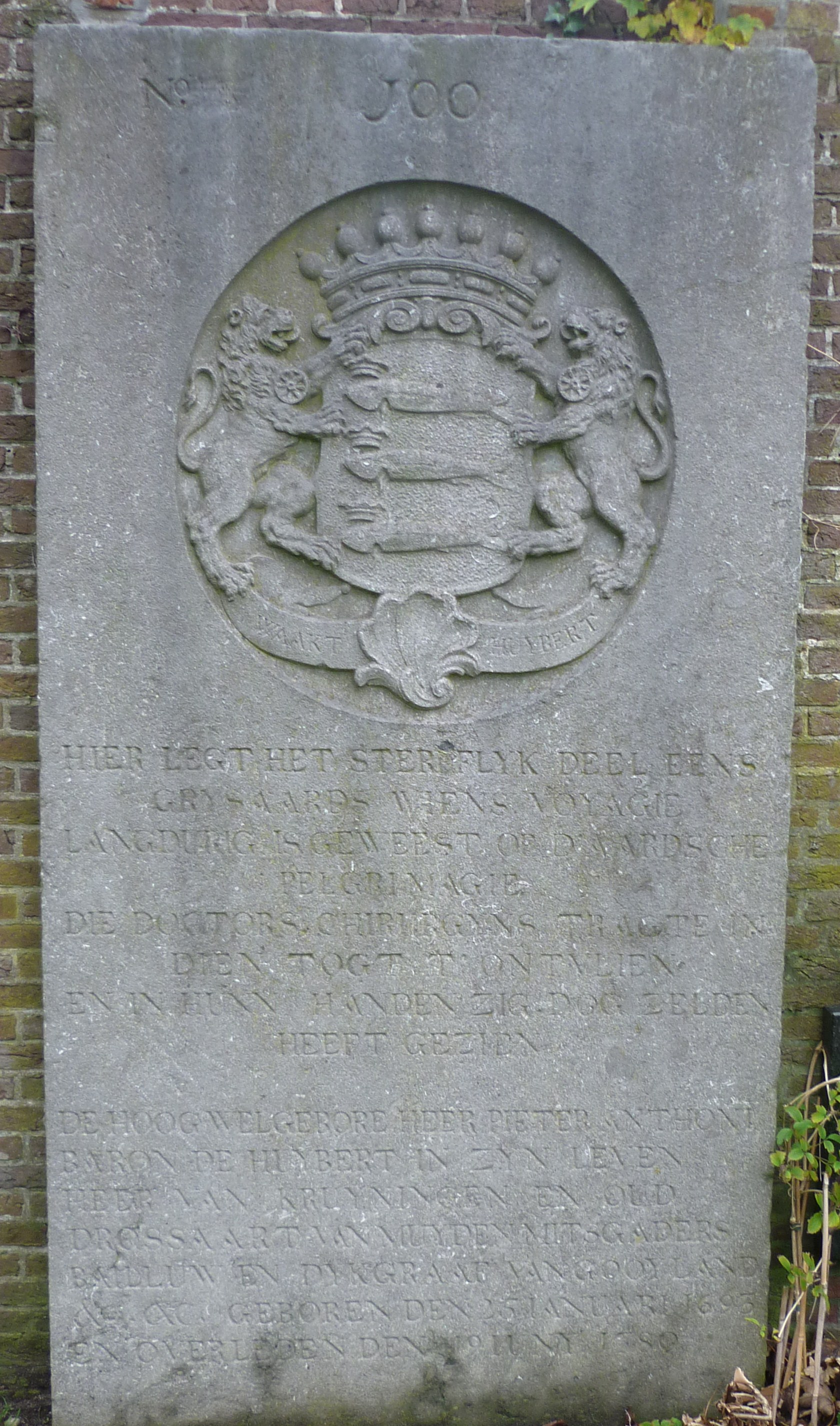
Tomba del 1780 del barone de Huybert nel cimitero di Ter Navolging con l'insegna della famiglia

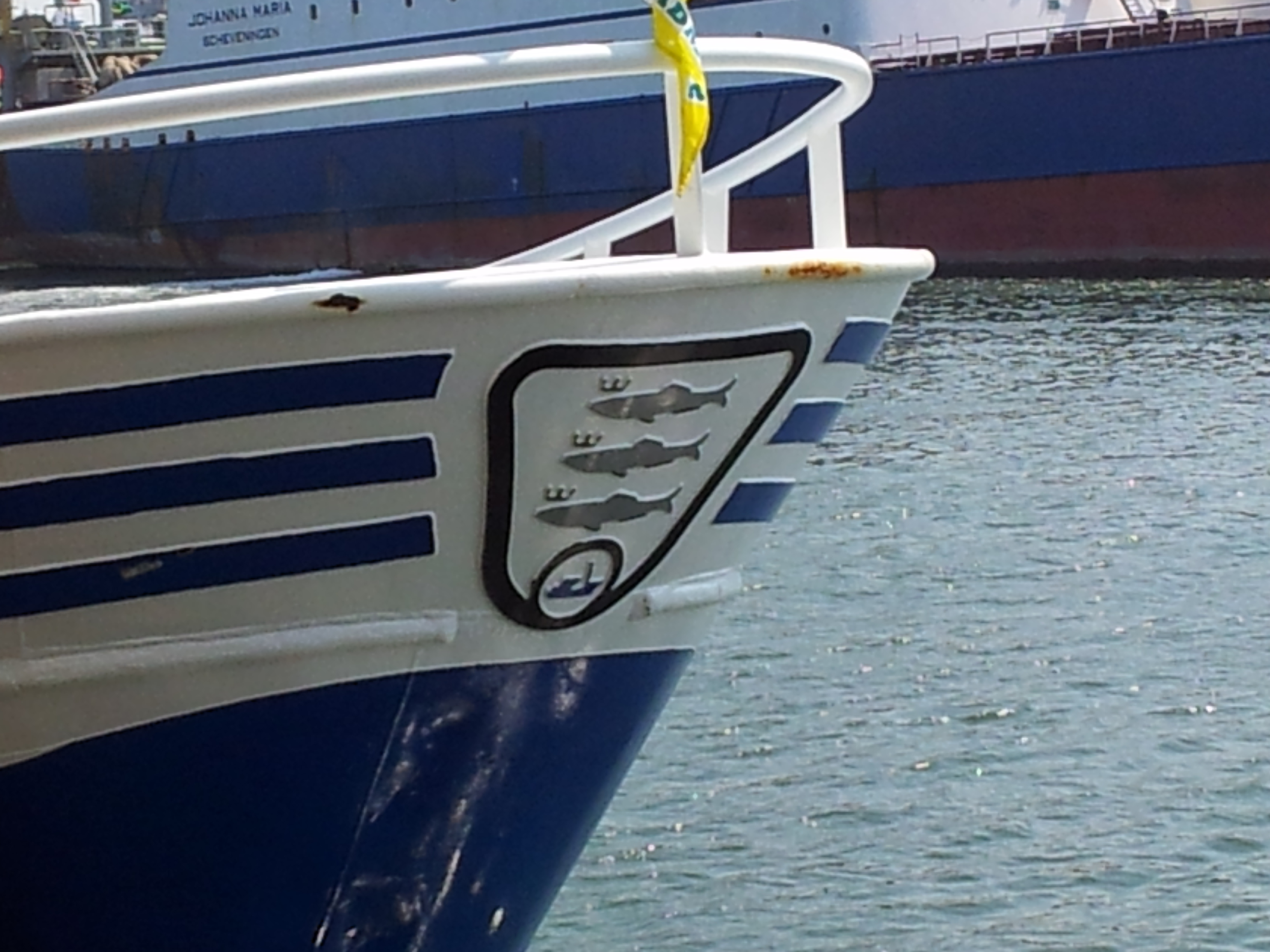
L'armoriale con le aringhe sulla prua di un peschereccio di Scheveningen

La prima traccia di uno stemma contenente le aringhe coronate risale al diciassettesimo secolo come emblema appartenente alla locale famiglia nobile De Huybert, oggi estinta.
La prima traccia documentata dell'assegnazione dello stemma alla località di Scheveningen risale invece al 1847 e può essere ritrovata a pagina 165 del volume X del Dizionario geografico dei Paesi Bassi scritto da Abraham Jacob van der Aa ove si può leggere: Het oude wapen van SCHEVENINGEN was drie gekroonde harinen, waarvan het veld niet wordt opgegeven ("L'antico stemma di SCHEVENINGEN era costituito da tre aringhe incoronate, su campo [di colore] non specificato").

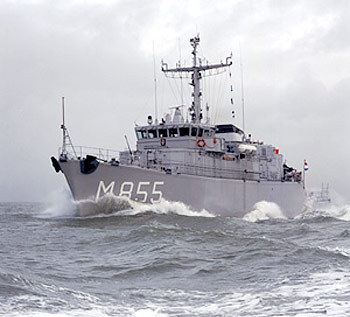
Il cacciamine Hr. Ms. Scheveningen

Nel 1984, in occasione del 700º anniversario della fondazione di Scheveningen, la Marina Militare Reale dei Paesi Bassi assegnò il nome di Hr. Ms. Scheveningen al cacciamine contrassegnato col numero M855. Allo stesso fu assegnato anche uno stemma con la cicogna de L'Aia e due aringhe incrociate. In seguito ad alcune lettere di protesta inviate ai giornali, una petizione ed una interrogazione parlamentare, l'allora ministro della difesa, J. Rider, fu costretto a cambiare lo stemma della Hr. Ms. Scheveningen con quello delle tre aringhe coronate. Questa vicenda ha dimostrato come è sentimento diffuso tra la popolazione di Scheveningen, che questo emblema è tradizionalmente quello che sentono come il "loro".

## Utilizzo contemporaneo
Il Consiglio comunale de L'Aia, ha riconosciuto, attraverso la proposta numero 136, datata 23 marzo 1984, l'armoriale quale insegna del villaggio di Scheveningen.
Oggigiorno, la bandiera, è molto utilizzata ed è possibile trovarla esposta presso i chioschi di aringhe o gli alberghi della località balneare. È molto frequente vederla durante il Vlaggetjesdag (in olandese, giorno della bandiera) quando viene celebrato l'arrivo delle Hollandse nieuwe. Il nome della festa non ha comunque nulla a che vedere con la bandiera di Scheveningen ma è correlato al gran pavese esposto dai pescherecci in occasione della festa stessa.
Infine, l'armoriale è riportato sulla prua di tutti i pescherecci registrati nel porto di Scheveningen.